# 다이렉트 미디어 인터페이스
다이렉트 미디어 인터페이스(영어: Direct Media Interface, DMI)는 인텔이 개발한 인텔 노스브리지와 사우스브리지간의 상호 연결을 위한 점대점 인터페이스이다. 전세대 칩셋에서 사용된 허브 인터페이스의 후속 기술이다. 최대 10Gb/s 까지의 양방향 대역폭이 보장된다. 2004년에 발표된 사우스브리지 칩셋인 ICH6부터 사용되기 시작했으며, 이후 네할렘 마이크로아키텍처기반의 인텔 코어 i7 마이크로프로세서의 일부에도 쓰이게 된다. 이 인터페이스는 PCI-E x4 v1.1를 수정한 것으로 보인다. 2004년 이후의 모든 인텔 칩셋들은 이 인터페이스를 사용한다. ICH6이후 DMI 인터페이스라고 불려왔지만 인텔은 특정한 디바이스들만의 조합만 지원한다. 따라서 인텔은 특정 노스브리지와 특정 사우스브리지의 호환성을 보장하지 않는다. PCI-E x4 2.0기반의 DMI 2.0의 전송 속도는 5 GT/s이다.

## 프로토콜
입출력 버스에서 복구불가능한 오류가 발생하면, 시스템 오류 메시지(SERR DMI msg)가 DMI를 통해 보내진다.

## 적용
아래 노스브리지 장치들은 “노스브리지” DMI를 지원한다.
- 인텔 915-계열
- 인텔 925-계열
- 인텔 945-계열
- 인텔 955-계열
- 인텔 965-계열
- 인텔 P35
- 인텔 X38
- 인텔 X48
- 인텔 P45
- 인텔 X58

다음 프로세서들은 “노스브리지” DMI를 지원한다. 따라서 별도의 노스브리지를 사용하지 않는다.
- 인텔 Atom
- 인텔 코어 i3
- 인텔 코어 i5
- 인텔 코어 i7 8xx , 7xx 과 6xx. 그렇지만 9xx는 아님

다음 프로세서는 “노스브리지” DMI 2.0을 지원한다. 따라서 별도의 노스브리지를 사용하지 않는다.
- 인텔 코어 i3 2000 계열
- 인텔 코어 i5 2000 계열
- 인텔 코어 i7 2000 계열

아래 사우스브리지 장치들은 “사우스브리지” DMI를 지원한다.
- ICH6
- ICH7
- ICH8
- ICH9
- ICH10
- NM10
- 인텔 P55
- 인텔 H55
- 인텔 H57
- 인텔 Q57
- 인텔 PM55
- 인텔 HM55
- 인텔 HM57
- 인텔 QM57
- 인텔 QS57

다음 사우스브리지는 사우스브리지 DMI 2.0을 지원함
- 인텔 P67
- 인텔 H67
- 인텔 H61
- 인텔 Q67
- 인텔 Q65
- 인텔 B65
- 인텔 HM65
- 인텔 HM67
- 인텔 QM67
- 인텔 QS67

## 같이 보기
- 장치 대역폭 목록